# Lijst van voormalige spoorwegstations in Utrecht

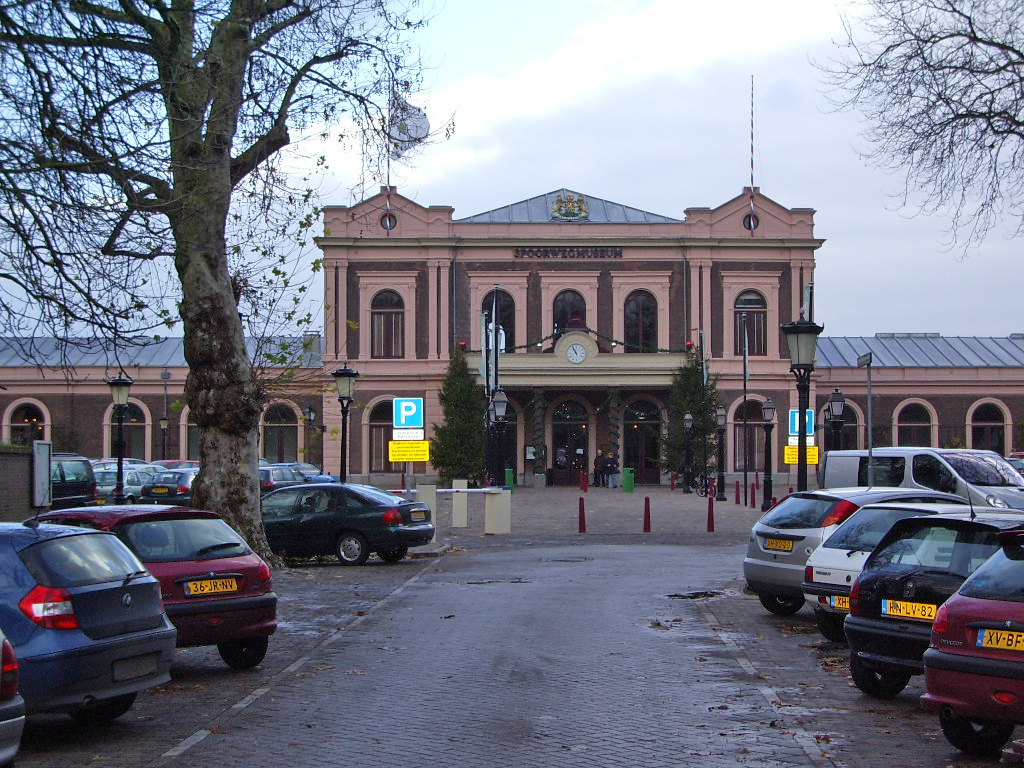
Nederlands Spoorwegmuseum in het Maliebaanstation te Utrecht na de renovatie in 2005.

## Rhijnspoorweg
- Stopplaats Amsterdamsche Straatweg
- Stopplaats Jeremiebrug
- Maarsbergen
- Nieuwersluis-Loenen
- Stopplaats Vechten
- Vreeland

## Centraalspoorweg
- Amersfoort NCS
- Stopplaats Amersfoort Koppel
- Stopplaats Blauwkapel
- Stopplaats Bloemendaalsche Weg
- Stopplaats Groenekan Oost
- Soestduinen
- Utrecht Buurtstation
- Stopplaats Amsterdamsche Straatweg
- Stopplaats Vechtbrug

## Bilthoven – Zeist
- Bosch en Duin
- Huis ter Heide
- Zeist

## Den Dolder – Baarn
- Baarn Buurtstation
- Stopplaats De Paltz

## Oosterspoorweg
- Stopplaats Groote Melmweg
- Amersfoort Aansluiting
- Stopplaats Blauwkapel
- Groenekan West
- Lunetten (oude halte)
- Maartensdijk
- Stopplaats Nieuwe Wetering
- Utrecht Biltstraat
- Utrecht Maliebaan

## Amersfoort – Kesteren
- Amersfoort Staat
- Leusden
- De Haar
- Woudenberg-Scherpenzeel

## Staatslijn H
- Utrecht Staatsspoor
- Schalkwijk

## Utrecht – Rotterdam
- Halte Harmelen

## Haarlemmermeerspoorlijnen
- Stopplaats Middenweg
- Mijdrecht
- Oukooperdijk
- Vinkeveen
- Wilnis